# Загадочный дом на туманном утёсе
«Загадочный дом на туманном утёсе» (англ. The Strange High House in the Mist), в других переводах «Таинственный дом в туманном поднебесье», «Странный дом в тумане на вершине горы» и «Странный дом в туманных высотах», — рассказ американского писателя Говарда Филлипса Лавкрафта, написанный 9 ноября 1926 года. Впервые напечатан в журнале Weird Tales за октябрь 1931 года. Входит в собрание «Дагон и другие жуткие рассказы» (1986).

## Сюжет
В Великой бездне таятся странные субъекты, и искатель снов должен заботиться о том, чтобы не затронуть или не встретить неправильных из них.
Томас Олни приезжает в Кингспорт, штат Массачусетс, чтобы преподавать в колледже у залива Наррагансетт. Его заинтересовал дом на утесе, в котором обитает «Тот, кто говорит с туманами». Живущий по соседству старик, разговаривающий с бутылками, говорит Олни, что дом на утесе стоял ещё во времена, когда Бельчер, Ширли, Паунел, Бернард служили губернаторами в провинции Массачусетс-Бей (англ. Massachusetts-Bay). Ходят слухи о том, что в дом ударяет молния; а Бабушка Орн говорит, что в дом из океана поднимаются жуткие формы. Олни отправляется на утес, он проходит пруд Хупера (Hooper’s Pond), мельницу, густые леса, где когда-то бродили индейцы, Централл-Хилл (Central Hill), больницу Конгрегации (Congregational Hospital). Олни взбирается по отвесной скале на вершину, где стоит ветхий дом. С задней стороны дома распахивается дверь, что прилегает к пропасти. Хозяин открывает окно и приглашает Олни залезть внутрь. Человек с чёрной бородой и фосфоресцирующими глазами, казалось, наполнен магией Непостижимых пустот. Старинные стекла (слюды) в окнах напоминают дно бутылок. Старик рассказывает Старшие тайны (Elder mysteries) о Древних существах (Ancient things). 
Цари Атлантиды боролись со скользкими богопротивными гадами (Slippery blasphemies), выползавшими из расселин на дне. Храм Посейдона, украшенный мраморными колоннами и увитый водорослями, иногда является взору матросов, чьи корабли потерялись. Во времена Титанов царила смута и хаос, ещё до всех богов, даже, до Старцев (Elder Ones), когда Иные Боги (Other gods) танцевали на вершине горы Хатег-Кла в Ультаре, за рекой Скай. 
В дверь стучат, хозяин закрывает окна. Неясный чёрный силуэт (Queer black outline) облетел вокруг окон и исчез во мгле. 
Комнату наполнил звуки музыки из глубин воспоминаний о Могучих затонувших землях (Earth’s sunken Mighty Ones). Явился Нептун с трезубцем в руках, игривые Тритоны и фантастические Нереиды. Дельфины везут на спине огромную раковину с зубчатым краем, в которой едет мрачный Ноденс, Хозяин Великой Бездны. Коньки, тритоны и Нереиды извлекают странные звуки, при ударах по перламутровым раковинам, а Нереиды поднимают ужасный шум, стуча в гулкие панцири неведомых морских моллюсков. Ноденс протягивает морщинистую руку к Олни и хозяину, и они поднимаются в раковину. Загрохотали панцирные гонги. Сказочный кортеж исчез в бесконечном эфире (Limitless aether), а музыку заглушили раскаты надвигающейся грозы… 
Всю ночь на утесе бушевал шторм, а в полдень свирели эльфов запели над океаном. Утром Олни спустился с утеса, не помня о том, где был. Страшный Старик сказал, что вернулся не совсем тот, кто поднимался, и что в недосягаемых туманных высях блуждает душа того, кто прежде был Томасом Олни. Олни уехал с семьей в бунгало в Бристольском нагорье. Жители Кингспорта стали слышать в высях пение ангельских голосов и смех, исполненный неземной радости. Люди стали бояться, что тот кто взойдут на утес потеряет душу. 
Северное сияние приносит видения замерзших миров (Frozen worlds). Дом на утесе окутывает мрак, в котором сверкают зарницы. Возможно, Старейшие из Богов (Olden gods) выйдут из глубин или с неведомого Кадата, затерянного в холодном морском просторе, чтобы вновь поселиться на дьявольском утесе в опасной близости от холмов и долин тихих простых рыбаков. Все эти тайны известны лишь Старцам (Elder Ones) и никогда не станут достоянием людей. Кингспорт ютится на склоне холмов под надзором Часовой скалы (Sentinel of rock), окутанный белой пустотой, как если бы кромка берега была краем земли в океане эфира. 

## Персонажи

### Томас Олни
Томас Олни (англ. Thomas Olney) — философ, учитель, приехал в Кингспорт, чтобы преподавать в колледже неподалеку от залива Наррагансетт. Приехал вместе с дородной женой и шумливыми детьми. Глаза его устали видеть одно и то же в течение многих лет, а ум утомился от однообразия ставшего уже шаблонными мыслей. Часто мечтал о диковинных вещах. После того как он взобрался на утес, то с ним произошла перемена: он влачил существование добропорядочного гражданина и никогда больше не проявлял интереса к чудесам и мечтам. Взгляд его утратил огонек беспокойства, и если он и прислушивается к торжественным колоколам или дальним свирелям эльфов, то лишь во снах, с годами посещающих его все реже и реже. Возможно, Олни побывал в Стране снов или хозяин дома захватил его сознание.

### Ужасный старик
Ужасный старик (Terrible Old Man) — старик, беседует со свинцовыми маятниками, подвешенными в бутылках и расплачивается с бакалейщиком старинными испанскими дублонами, а во дворе дома на Водяной улице держит каменных идолов. Старик утверждал, что слышал от отца историю о том, что из дома к облакам поднялся ослепительный столб огня. Старик с одного взгляда понял, что с Олни произошла перемена, и что его душа осталась в облаках. Персонаж напоминает старика из рассказа «Страшный старик», но имеет и отличительные черты.

### Второстепенные персонажи
- Некто (One) — отшельник, хозяин дома на утесе. Жители Кингспорта никогда не видели, чтобы он появлялся в городе или на рынке. Его лицо было обрамлено чёрной густой бородой. Человек с чёрной бородой и фосфоресцирующими глазами наполнен магией непостижимых пустот времени и пространства. Голос его звучал мягко, с какими-то архаичными интонациями. Олни увидел, что у старика загорелая рука. Он был одет в старомодный кафтан и по виду напоминал моряка со средневекового галеона. В его доме комнаты были обиты черными дубовыми панелями с уставленной резной мебелью эпохи Тюдоров. На первый взгляд он казался достаточно молодым, однако глаза его были глазами древнего старца.
- Черный контур (Black outline) — неясный чёрный силуэт, который облетел вокруг дома на утесе и исчез во мгле.
- Нептун (Neptune) — морской бог.
- Ноденс (Nodens) — морской бог. Упоминается в повести «Сомнамбулический поиск неведомого Кадата».

## Вдохновение
Существует предположение, что на написание рассказа Лавкрафта вдохновил рассказ лорда Дансени «Дон Родригес, или Хроники Тенистой Долины» (1922), в котором описываются странные образы, которые герой увидел в доме колдуна, расположенного на краю утёса.
Лавкрафт описывает существ из Древнегреческой мифологии и кельтского бога Ноденса, который появится в повести «Сомнамбулический поиск неведомого Кадата». Август Дерлет включил Ноденса в свой пантеон божеств в качестве предводителя Старших Богов. В произведениях Артура Мэкена упоминается Ноденс. В рассказе упоминается римский бог Нептун, хотя, он не был перенят последователями Лавкрафта. Старцы упоминаются в различном смысле в рассказе.
Утес вдохновлен мысом «Мать Энн», расположенным недалеко от Глостер, Массачусетс. Название «Часовая скала» похоже на «Сторожевой холм» из рассказа «Ужас Данвича».
В 1933 году Лавкрафт отправил письмо («Избранные письма Лавкрафта» 4.617) к Кларку Эштону Смиту, в котором описано «Родовое древо Азатота» — идеи о происхождении Древних богов, но Нептун и Ноденс в нём отсутствуют.

## Реакция
Редактор «Weird Tales» Фарнсворт Райт отклонил рассказ Лавкрафта в июле 1927 года. В 1929 году Лавкрафт согласился отправить рассказ Полу Куку для печати во втором выпуске журнала The Recluse. Однако, когда стало ясно, что выпуск никогда не появится на свет, он повторно отослал рассказ в Weird Tales, который напечатал его, за что Лавкрафту заплатили 55 долларов. Джоанна Расс описала «Загадочный дом на туманном утёсе» как «приятный», а Роберт Лаундс назвал «Загадочный дом на туманном утёсе» одним из лучших рассказов Лавкрафта.

## «Страна Лавкрафта»
Старик называет Кингспорт как Массачусетс-Бей, но это название на самом деле располагается в Англии, а залив Наррагансетт расположен в штате Род-Айленд. «Энциклопедия Лавкрафта» говорит, что Кингспорт объединяет в себе особенности двух соседних реально существующих городов Марблхэда и Рокпорта. Жители Кингспорта говорят о Древних богах, как о части истории их города. Лавкрафт придает Кингспорту черты сказочного города из Страны снов: «В Илек-Ваде башни стоят на полых стеклянных утесах, что нависают над сумрачным морем, где бородатые Гнорри с плавниками роют таинственные лабиринты». 
Кингспорт окутывает туман, что поднимается из морских глубин, где скрыты подводные пастбища (англ. Dank pastures), пещеры Левиафана (Сaves of leviathan), и гроты Тритонов и раковин (Grottoes of tritons and conches). Там в Морских городах (Seaweed cities) звучат мелодии Старцев (Elder Ones) и звенят колокола на бакенах в волшебном эфире фей (Aether of faery). Открытый всем ветрам, утес одиноко парит в безграничном просторе. Здесь берег круто поворачивает в месте, где в море впадает Мискатоник, который течет по равнине мимо Аркхэма, неся с собой легенды далекого лесного края и мимолетные воспоминания о холмах Новой Англии. Морской народ Кингспорта смотрит на утес как и другой морской народ смотрит на Полярную звезду, Большую Медведицу, Кассиопею или Дракона. Один из утесов назвали Отец Нептун (Father Neptune), а другой Мостовая гигантов (Causeway). Там стоит древний дом, где по вечерам виден свет в небольших квадратных окошках.

## Комикс-адаптация
Рассказ был адаптирован под комикс Джейсоном Томпсоном. Сейчас он доступен для чтения онлайн, а в будущем будет опубликован в виде графического романа наряду с четырьмя другими рассказами Лавкрафта.

## Связь с другими произведениями
- В рассказе «Ужасный старик» описан Кингспорт, где живёт ужасный старик, говорящий с душами в бутылках.
- В рассказе «Селефаис» кортеж из сказочных существ приезжает за сновидцем, чтобы увезти его в Страну снов.
- В рассказе «Иные боги» описана гора Хатхег-кла и Земные боги.
- В рассказе «Кошки Ултара» описан Ултар и река Скай.
- В рассказе «Полярис» описаны созвездия, упоминаемые в рассказе.
- В рассказе «За стеной сна» описаны эфирные пространства в космосе.
- В рассказе «Серебряный ключ» описано небесное пение и Кингспорт.
- В повести «Сомнамбулический поиск неведомого Кадата» описан Кадат.

### Комментарии
1. ↑  Здесь и далее все имена и названия приводятся по переводу В. Останина.